# Barrage de Chambonchard
Le projet barrage de Chambonchard,  prévu sur le Cher en amont de Montluçon,à proximité de la commune de Chambonchard, visait à écrêter les crues à son aval. 
Le projet émerge à la fin des années 1970, soutenu notamment par l'agence de l'eau Loire-Bretagne, le syndicat mixte Établissement public d’aménagement de la Loire et de ses affluents (Epala) et l'État français.
Il est rapidement contesté par des associations environnementalistes notamment Loire Vivante, en parallèle d'autres projets de retenues du bassin versant de la Loire, comme le barrage du Veurdre, le projet de Naussac 2 ou le barrage de Serre de la Fare. 
Cette contestation induit une première annulation du projet en 1991 sous le gouvernement Édith Cresson, puis une réduction de la capacité du projet de barrage à 50 millions de m³ au lieu de 80 ou 125 millions de m³, avant qu'une seconde décision d'annulation du barrage soit décidée le 4 août 1999, sous le gouvernement Lionel Jospin, ne scelle définitivement le projet. 
Son coût avait été estimé en 1994 autour de 500 à 600 millions de francs, selon sa capacité.

## Caractéristiques
Le barrage de Chambonchard avait pour objectif de renforcer l'étiage du Cher, ainsi que d'alimenter Montluçon en eau. Son rôle dans la maîtrise des crues aurait été mineur. Le budget pour le projet d'une capacité de 80 millions de m³ était estimé à 600 millions de francs en 1994,. Ce financement aurait été assuré à hauteur de 70 millions de francs par l'État, à 190 millions de francs par l'agence de l’eau Loire-Bretagne et à 340 millions de francs par l'établissement public d’aménagement de la Loire et de ses affluents (Epala) et donc par les collectivités du bassin versant de la Loire. À la même date, le projet d'une capacité de 50 millions de m³ avait lui un coût estimé de 500 millions de francs, dont 240 millions de francs à la charge de l'Epala
La maîtrise d'ouvrage devait être déléguée à l'Epala. Le projet était surtout soutenu par les élus communistes de la ville de Montluçon, ainsi que par un certain nombre d'élus siégeant à l'Epala.

## Histoire du projet

### Origines du projet
En 1860, l'étude de l'ingénieur des ponts et chaussées Guillaume Comoy propose la construction de quatre-vingt-cinq barrages dans le bassin versant de la Loire parmi lesquels le barrage de Chambonchard. En 1887, à la place de ces barrages, Comoy envisage la réalisation d'une vingtaine de déversoirs sur les digues de Loire pour limiter les crues du bassin versant. Finalement, cinq déversoirs sont réalisés, à la suite de ses préconisations.

### Années 1970
En 1971, l'agence de l'eau Loire-Bretagne fait mention dans un rapport de la possibilité de construire le barrage de Chambonchard, ainsi que celui de Naussac, du Veurdre et de Villerest. Le barrage de Naussac est construit en 1981 et celui de Villerest en 1983.
Dès la fin des années 1970, des associations locales et environnementalistes, dont la fédération française des sociétés de protection de la nature, dénoncent les projets d'aménagement du bassin versant de la Loire dont le barrage de Chambonchard. Elles s'opposent à l'argument de la prévention des crues pour justifier la construction de ces barrages. Elles dénoncent également l'utilisation de ces barrages pour soutenir l'alimentation en eau des centrales nucléaires du bassin versant, pour soutenir l'agriculture ou encore pour permettre une utilisation touristique du lac de retenue.

### Années 1980

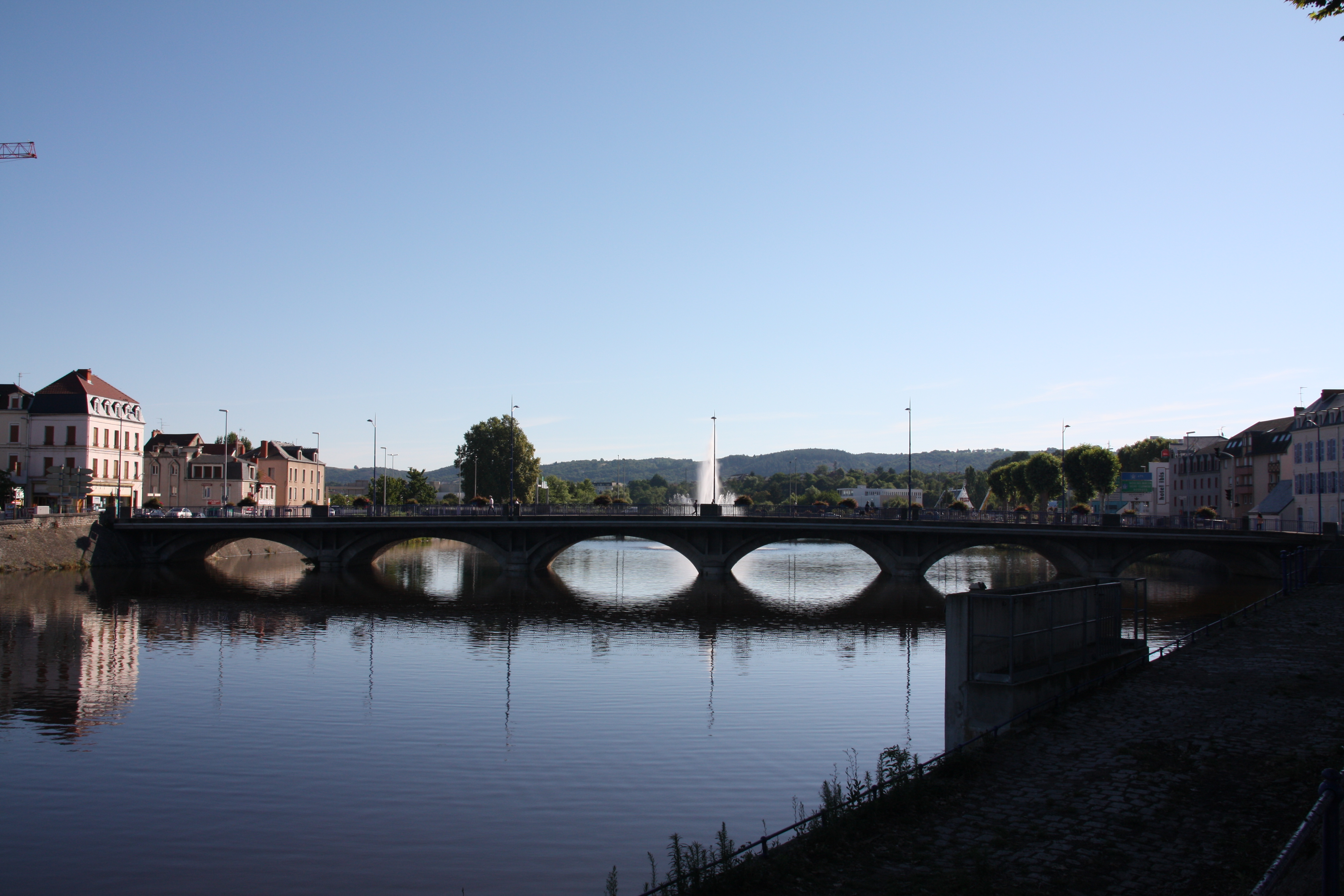
Vue de Montluçon dont les problèmes en approvisionnement en eau constituent la principale raison du projet de barrage de Chambonchard.

Dans les années 1980, plusieurs périodes de sécheresses assèchent complètement le Cher pendant plusieurs jours consécutifs en été, au niveau de Montluçon. Ces faibles étiages induisent des concentrations plus importantes des pollutions produites par l'agglomération et l'industrie métallurgique de Montluçon.
Le 21 novembre 1983, l'établissement public d’aménagement de la Loire et de ses affluents (Epala) est créé. C'est un syndicat mixte composé de cinq régions, quatorze départements et dix-sept communes urbaines de plus de 30 000 habitants du bassin versant de la Loire. La mairie de Tours y a semble-t-il une influence particulière ; Jean Royer, maire de Tours, assure la présidence de l'Epala de 1984 à 1995. 
En février 1986, un premier accord entre l'État, l'agence de l'eau et l'Epala fixe la réalisation d'études et prépare les premières acquisitions foncières dans le cadre du projet de Chambonchard. Ce projet est lancé en parallèle avec les projets de Veurdre et de Naussac 2 ainsi que de Serre de la Fare, dans le cadre d'un projet d'aménagement du bassin versant de la Loire,. En juin 1986, en réaction à cet accord, le comité Loire Vivante est créé par le Fonds mondial pour la nature (WWF) et par la fédération française des sociétés de protection de la nature (FFSPN). En 1988, cette association demande la réalisation d'une étude d'impact à l'échelle du bassin versant. 
En parallèle, en 1987 et 1988, des études d'avant-projet sont réalisées, les enquêtes publiques sont préparées et les acquisitions foncières commencent. En décembre 1989, le rapport de Jean Chapon, ingénieur des ponts et chaussées, est remis au Premier ministre, Michel Rocard. Ce rapport est favorable à l'aménagement proposé par l'Epala.

### Années 1990
Le 31 juillet 1991, le gouvernement annonce l'annulation des barrages de Chambonchard et de Serre de la Fare,. En remplacement, le gouvernement propose la surélévation du barrage de Rochebut pour atteindre un volume de 100 millions de m3. Le 13 octobre 1992, malgré cette annulation, une étude de faisabilité au sujet du  barrage de Chambonchard est annoncée par Ségolène Royal, ministre de l'Environnement. La capacité envisagée du barrage dans cette étude est de 50 millions de m3. 
Le 4 janvier 1994, l'État et le ministre de l'environnement, Michel Barnier, par le biais du comité interministériel d'aménagement et de développement du territoire (CIADT) lance le plan Loire Grandeur Nature qui réduit le nombre et l'importance des aménagements proposés, en mettant en avant la naturalité du bassin versant. Dans ce plan, le projet de barrage de Chambonchard est ravivé et passe d'une capacité de 125 millions de m3 passe à une capacité de 50 millions de m3 alors même que le barrage de Serre de la Fare est abandonné. En juillet 1994, une charte est signée entre l'État, l'agence de l'eau et l'Epala sur cette base. L'État laisse à l'Epala la possibilité de construire le barrage de Chambonchard avec une capacité de 80 millions de m3 au lieu de 50 millions de m3, dans le cadre d'un projet d' utilisation touristique du barrage de retenu ). Cependant les frais liés à cette surélévation devraient être assumés intégralement par l'Epala,.
Le 12 décembre 1996, le projet est déclaré d'intérêt général et d'utilité publique par les préfecture de la Creuse et de l'Allier. L'enquête publique part sur un projet de 55 mètres de hauteur avec une capacité de 80 millions de m3 et sur une emprise au sol de 370 hectares. Les préfectures accordent également le permis de construire et les autorisations de réalisation, de mise en eau et de gestion. Les travaux devaient commencer en 1998, pour une réalisation terminée en 2001. Mais ces décisions sont attaquées en justice par les associations environnementalistes. Leurs demandes sont rejetées par les autorités juridiques, le dernier recours ayant eu lieu en avril 1999

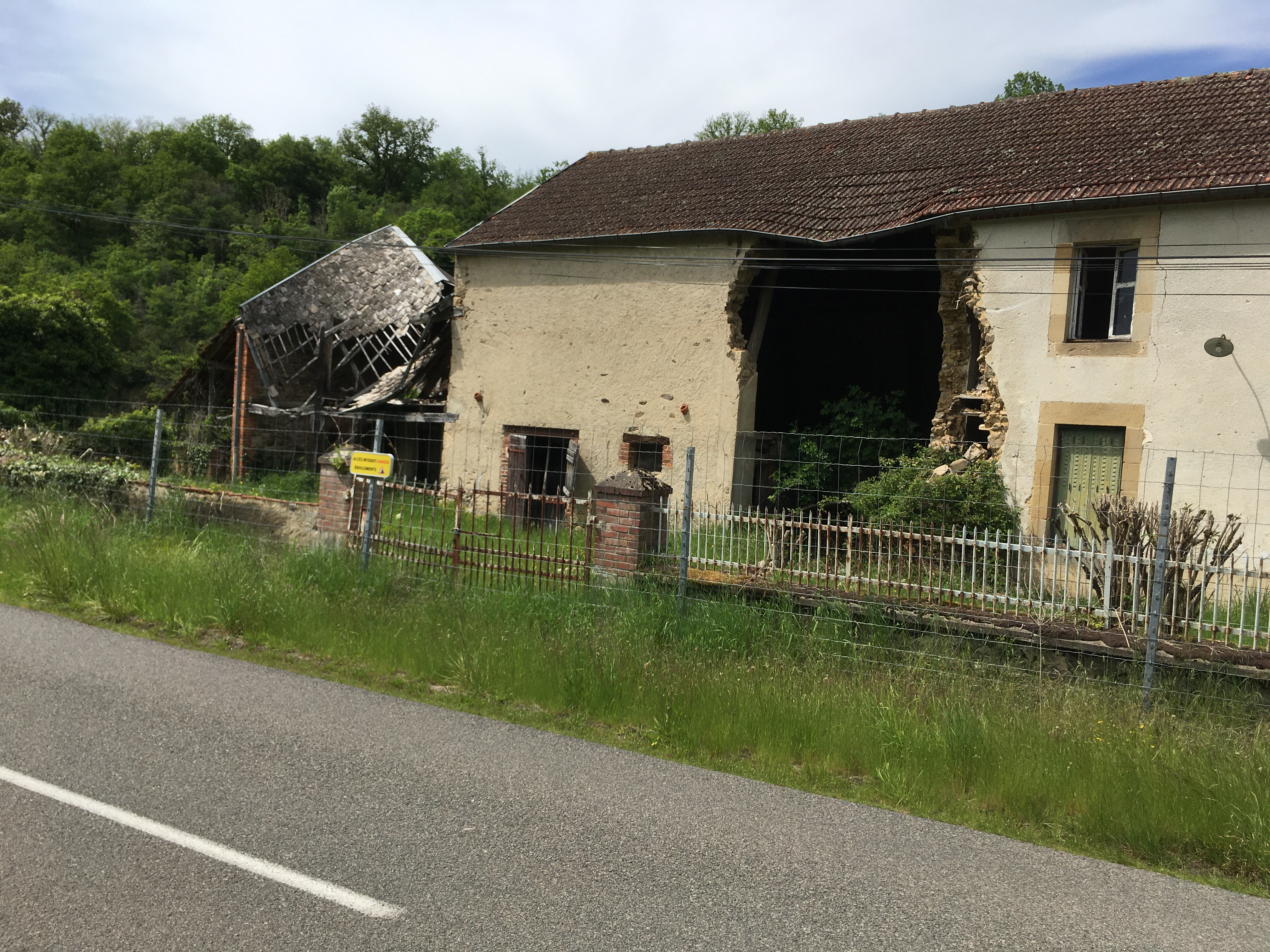
Une des maisons du bourg de Chambonchard expropriée puis abandonnée.

## Annulation du projet

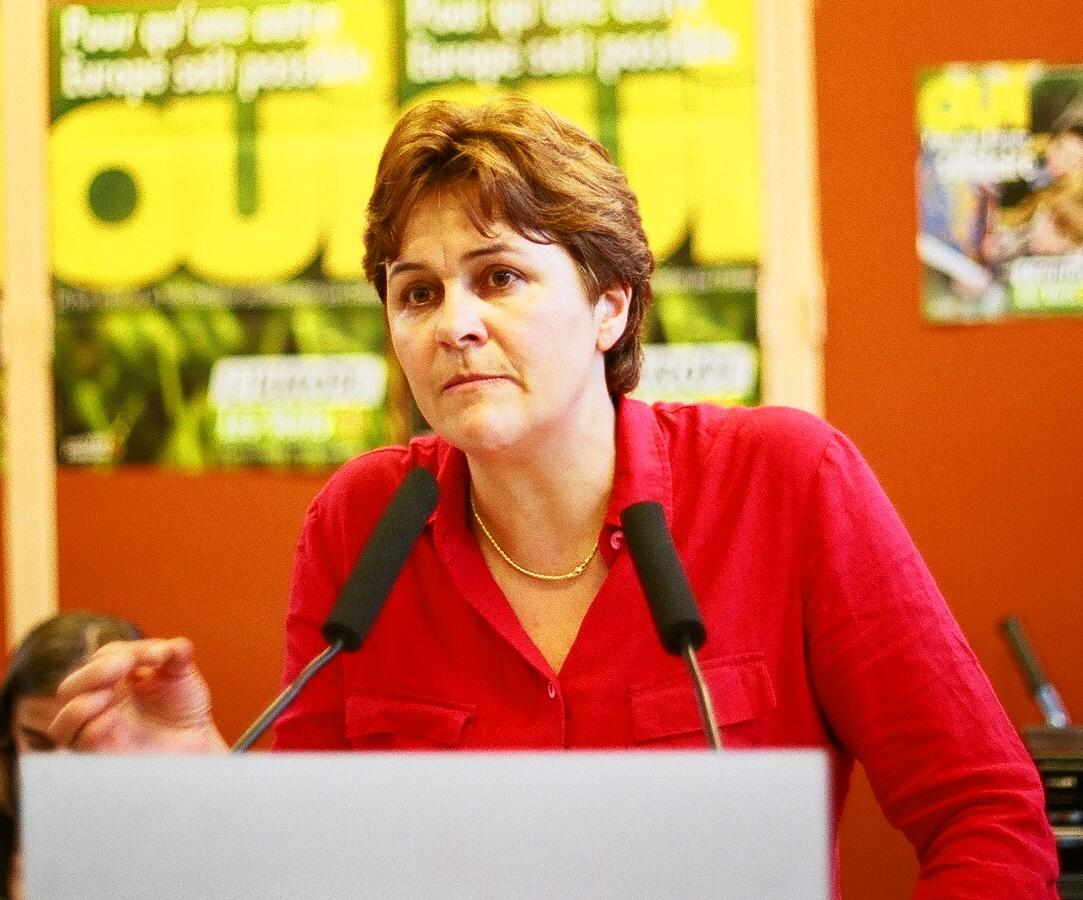
Dominique Voynet, ici en 2005, est la ministre de l'environnement qui, la première, a remis en cause le projet de barrage de Chambonnard.

En septembre 1998, Dominique Voynet ministre de l'environnement, remet en question publiquement le projet. Le financement étatique du projet est également remis en cause. Le 16 avril 1999, le Conseil d'État se prononce en faveur du projet de barrage,. 
En juillet 1999, au comité interministériel d'aménagement et de développement du territoire (CIADT) d’Arles, le plan Loire Grandeur Nature est redéfini. Le projet de barrage est abandonné dans ce nouveau plan. L'État annule donc sa participation de 70 millions de francs. 
Le 4 août 1999, l'abandon du projet de barrage de Chambonchard est annoncé par Lionel Jospin. En novembre 1999, à la suite de la non-participation de l'État, l'agence de l'eau Loire-Bretagne annule à son tour, son financement de 190 millions. En 2000, la décision de l'annulation du barrage est confirmée par Dominique Voynet, puis en 2002 par Roselyne Bachelot,. Au total, l'Epala a dépensé 93 millions de francs pour le projet, dont 31,8 millions de francs pour les acquisitions foncières

## Conséquences
À la suite de l'annulation du barrage, des mesures sont mises à l'étude pour assurer l'alimentation en eau potable de Montluçon et réduire la pollution des eaux. Ces mesures auraient un coût d'environ 30 millions d'euros, et sont in fine essentiellement concentrées sur la réalisation d'une nouvelle station d'épuration à Montluçon.
À la suite de l'abandon du projet par l'État, l'établissement public Loire (successeur de l'Epala) attaque en justice l'État et l'agence de l'eau Loire-Bretagne dans le but de se faire rembourser les frais engagés dans le projet. Le 25 novembre 2003, un jugement du tribunal administratif d'Orléans émet dans cette affaire un jugement en faveur de l'État. 
Le 24 novembre 2005, l'EPL annonce la rétrocession pour 1 € symbolique au conseil général de la Creuse, des terrains acquis par expropriation dans le cadre du projet de barrage. Le 9 février 2006, il fait de même vis-à-vis du conseil général de l'Allier (pour les terrains situés dans ce département).
En février 2006, lors d'un échange entre Rémy Pointereau et Christine Lagarde au sénat, celle-ci renouvelle la position du gouvernement, c'est-à-dire que le barrage de Chambonchard n'est plus d'actualité. Dans sa réponse, Christine Lagarde note que l'Établissement public Loire (EPL) a abandonné le projet. 
En 2006, la cour administrative d'appel de Nantes condamne l'État à indemniser l'établissement public Loire (EPL) à hauteur de 8,153 millions d'euros, à la suite de l'abandon du barrage de Chambonchard,. Cette somme comprend 6,9 millions de dépenses engagées, notamment pour l'acquisition de terrain, soit près de 400 hectares, plus les intérêts. Un sursis est demandé par l'État pour le paiement de cette somme, qui dans le même temps lance un pourvoi en cassation devant le Conseil d'État. En mars 2008, le conseil d'État décide que les dépenses engendrées par le projet sont de 1 426 245,21 euros pour les dépenses liées aux études, à la maitrise d'œuvre et aux dépenses de gestions. En mai 2008, 1 835 592 euros sont ainsi versés à l'établissement public Loire.